# PGC 135724
LEDA/PGC 135724 ist eine Spiralgalaxie vom Hubble-Typ Sc im Sternbild Hydra südlich der Ekliptik. Sie ist schätzungsweise 281 Millionen Lichtjahre von der Milchstraße entfernt.

Im selben Himmelsareal befinden sich u. a. die Galaxien NGC 2861, NGC 2877, NGC 2878, NGC 2897.